# ГЕС Лохабер
ГЕС Лохабер (англ. Lochaber hydroelectric scheme) — гідроелектростанція в Шотландії, яка використовує водні ресурси центрально-північної частини Грампіанських гір.
На початку 1920-х років розпочалось спорудження алюмінієвого комбінату у місті Lochaber на західному узбережжі Шотландії, біля впадіння річки Lochy у затоку Атлантичного океану Loch Linnhe. Для забезпечення виробництва електроенергією вирішили спорудити у складі підприємства власну ГЕС. На першому етапі, завершеному в 1929 році, до машинного залу проклали дериваційний тунель довжиною 24 км та діаметром 5 метрів, який прямує під гірським масивом Бен-Невіс від розташованого на сході озера Loch Treig (дренується річкою Treig, лівою притокою річки Spean, яка, своєю чергою, впадає зліва у згадану вище Lochy). При цьому створюється напір у 214 метрів.
Через п'ять років ресурсну базу станції підсилили за рахунок спорудження двох гребель:
- кам'яно-накидної із бетонним ядром висотою 10,5 метра та довжиною 120 метрів, зведеної на річці Treig за 14 км після її природного витоку з озера Loch Treig, що підвищило рівень останнього на 11 метрів;
- арково-гравітаційної висотою 55 метрів та довжиною 213 метрів, зведеної на річці Spean між її витоком з озера  Лох-Лагган та місцем впадіння тільки що згаданої річки Treig. З утвореного цією спорудою водосховища ресурс перекидається до Loch Treig через тунель довжиною 4,5 км.

На третьому етапі розвитку гідрокомплексу у 1943 році організували перекидання до Лох-Лагган ресурсу з іншого водозбірного басейну. Для подачі води у дериваційний тунель річку Спей, яка дренує гірський район північніше від Лох-Лагган та тече на схід до Північного моря, перекрили греблею висотою 18 метрів та загальною довжиною 287 метрів. Ця споруда включає як глуху земляну частину, так і ділянку довжиною 93 метри для перепуску води.
Можливо також відзначити, що на ділянці між водосховищами Spean та Loch Treig до дериваційного тунелю надходить додатковий ресурс із двох водозаборів на місцевих потоках, а на ділянці між Loch Treig та машинним залом — із трьох.
Первісно станцію обладнали п'ятьма турбінами типу Френсіс загальною потужністю 75 МВт, які забезпечували виробництво 460 млн кВт·год електроенергії на рік. У 2009—2011 роках провели роботи з модернізації ГЕС, внаслідок чого її потужність досягла 90 МВт, а річне виробництво 600 кВт·год.